# Santa Ana (Nueva Esparta)
Pour les articles homonymes, voir Santa Ana.
Santa Ana est le chef-lieu de la municipalité de Gómez dans l'État de Nueva Esparta au Venezuela. Autour de la ville s'articule la division territoriale et statistique de Capitale Gómez[réf. souhaitée].

## Situation
Le village est fondé en 1530 sous le nom de La Villa del Norte.

## Économie
L'économie du village est tournée vers l'artisanat, notamment des hamacs.

## Lieux d'intérêt
L'église, construite entre 1748 et 1769, est dédiée à sainte Anne et classée Monumento Histórico Nacional.